# Нитрански край
Нитранският край (на словашки: Nitriansky kraj) е сред 8-те края на Словашката република.
Административен център на окръга е град Нитра. Разположен е в югозападната част на страната. Площта му е 6343 км², а населението е 677 900 души (по преброяване от 2021 г.).

## География

### Административно деление
Нитранският край се състои от 7 окръга (на словашки: okresy):
- окръг Злате Моравце (Zlaté Moravce)
- окръг Комарно (Komárno)
- окръг Левице (Levice)
- окръг Нитра (Nitra)
- окръг Нове Замки (Nové Zámky)
- окръг Тополчани (Topoľčany)
- окръг Шаля (Šaľa)